# Pointer-cliquer
Cet article concerne une action utilisateur. Pour le genre de jeu vidéo, voir jeu en pointer-cliquer.
Le pointer-cliquer, aussi nommé point-and-click d'après l'anglais, est une action qu'un utilisateur peut effectuer sur un ordinateur doté d'un logiciel d'interface utilisateur graphique avec pointeur.
L'utilisateur déplace le pointeur avec un dispositif de pointage (généralement une souris, une manette de jeu ou un pavé tactile) sur un emplacement particulier de l'écran d'ordinateur (« pointer »), puis appuie sur un bouton du dispositif (ou équivalent) pour déclencher l'action (« cliquer »).

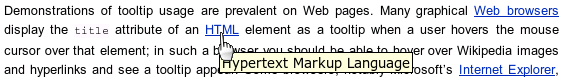
Infobulle d'un hyperlien affiché dans un navigateur web quand le pointeur est sur celui-ci.

Le temps requis pour réaliser une telle action peut être modélisé quantitativement par la loi de Fitts, le domaine de l'interface homme-machine étudiant ce genre de modèles.
Les interfaces utilisateur, par exemple les interfaces graphiques utilisateurs, sont quelquefois décrites comme des interfaces pointer-cliquer, souvent pour suggérer qu'elles sont faciles à utiliser et qu'il suffit à l'utilisateur de cliquer sur une icône ou un texte représentant ce qu'il veut faire.
L'utilisation de cette expression pour décrire un logiciel indique que l'interface utilisateur requiert principalement un dispositif de type souris avec, éventuellement, une sollicitation au clavier, comme en fait beaucoup de systèmes d'exploitation, ou d'environnements graphiques. Dans cet usage, le terme jeu en pointer-cliquer et son équivalent étymologique jeu point-and-click réfèrent à un genre particulier de jeu vidéo d'aventure.